# Karina Villazana Álvarez
Karina Villazana Álvarez es una deportista peruana de la especialidad de atletismo.
Dio positivo por cocaína y el comité ejecutivo de la Organización Deportiva Suramericana la despojó de las medallas de oro y plata, la primera obtenida en la prueba de 10.000 metros y la segunda en los 5.000 metros. La presea dorada pasó a manos de la peruana Iony Ninahuaman, mientras que la colombiana Aura María Rojas y la brasileña Ana Brandao obtuvieron las medallas de plata y bronce, respectivamente. 

## Trayectoria
La trayectoria deportiva de Karina Villazana Álvarez se identifica por su participación en los siguientes eventos nacionales e internacionales:

### Juegos Suramericanos

#### Juegos Suramericanos de Medellín 2010
Fue reconocido porque dio positivo por cocaína y el comité ejecutivo de la Organización Deportiva Suramericana la despojó de las medallas de oro y plata en los juegos de Medellín 2010.
- , Descalificada medalla de oro: Atletismo 10000m mujeres
- , Descalificada medalla de plata: Atletismo 5000 m Mujeres